# マイケル・ゴーヴ
マイケル・アンドルー・ゴーヴ（Michael Andrew Gove、[ɡoʊv]、1967年8月26日 - ）は、イギリスの政治家、ジャーナリスト。保守党所属の貴族院議員（一代貴族）。
2005年から2024年まで庶民院議員を務め、その間教育大臣・司法大臣（キャメロン内閣）、環境・食糧・農村地域省担当大臣（第2次メイ内閣）、ランカスター公領大臣、内閣府担当大臣などを歴任。2016年と2019年の保守党党首選の双方で3位落選している。

## 来歴
スコットランド・アバディーン生まれ。父は魚肉加工業を営み、母はアバディーン大学で実験助手として働いていた。両親は労働党支持だったという。アバディーンのインディペンデント・スクールを経て、オックスフォード大学に進学。大学卒業後『タイムズ』の記者となる。2005年に庶民院議員として初当選し、2007年には影の教育大臣（子供・学校・家族大臣、Shadow Secretary of State for Children, Schools and Families）に任命される。
2010年の国政選挙後に第1次キャメロン内閣の教育大臣に就任。2014年には庶民院院内幹事長に任命される。第2次キャメロン内閣において大法官、司法大臣に就任する。
2016年イギリス保守党党首選挙に出馬したが、第2回投票で敗退した。2019年イギリス保守党党首選挙に出馬する直前に過去のコカイン使用歴を告白し、議員投票は最後まで残ったが、5回目投票にてジェレミー・ハント外相との2位争いに僅差で破れ、ボリス・ジョンソン前外相との決選投票に進めなかった。党首選挙ではジョンソンが圧勝し首相に就任、ゴーヴはランカスター公領大臣に就任した。2021年9月15日の内閣改造で住宅・コミュニティ・地方自治大臣に就任。2022年7月6日、ジョンソンに辞任を勧告したため解任されたが、9月にスナク内閣が発足すると前職に復帰した。2024年の総選挙には立候補せず引退し、翌年貴族院議員に叙せられた。

## 人物
クリスチャンである。クリスチャン・シオニストともされる。

## 反EU強硬派

### EU離脱の是非を問う国民投票
ゴーヴは2016年6月に実施された英国のEU離脱の是非を問う国民投票に関して自身の立場を明確にしている。英国はEUに加盟していない方がより自由、公正であり経済状況も改善するとゴーヴは主張している。
欧州連合は様々な面で失敗している。EUの規制は高い失業率につながり、移民政策は多くの難民が英国の国境へおしよせる事態にさせている。
EUにおいては権力と統制が人々ではなくエリートにある。欧州委員会は毎日新しい法をつくり、ルクセンブルクにある欧州司法裁判所は欧州連合基本権憲章を用いて毎週それらの法律の適用範囲を拡大する。欧州連合基本権憲章はEUにさらなる権力を与えている。英国はユーロ非加盟国であるにもかかわらず、それでもなお欧州委員会に従うことを要求される。
「閣僚である私は新しく作られた何百というEU法を見ているが、それらの法律は英国の議会が要求したものではないし、英国をより自由、公正にするものでもない。それらの法律によって英国は経済的にも豊かにもならない。英国議会議員はそれらの法律を変えることすらできない」
ゴーヴは大企業が公正な競争を阻害するために用いるようなEUによる規制を廃止し、新規ビジネスを援助すべきと考えており、EUのエリートたちが英国のEU離脱に反対する理由は、EU離脱後に英国がうまくいくことでEU（という構想）の失敗が歴然となることを恐れているからだと論じている。
ゴーヴは、国民投票で英国がEU離脱となれば非常にエキサイティングなことが起こる始まりとなる可能性がある、と述べている。ゴーヴによれば、大陸ヨーロッパの民主的な解放が起こる可能性があるというのである。
「もしEU離脱になれば私達は努力で祖国を救い、大陸欧州を救うことになるだろう」「私達の素晴らしき日々がその先にあり、私達の子孫がより良い未来を築き、我が国の直観・機関・国民・原理が私達の社会をより自由・公正・豊かにするだけでなく、世界にむけて模範的影響を与える事になるでしょう。それは誇り高い大志です。国民投票で、我が国がその大志の下に結集することを私は期待しています」
ゴーヴは、肥大化するEUと共に移民も増大し、英国に悪影響を及ぼすだろうと論じた。タイムズ紙への寄稿で、移民問題の解決には、EUを離脱し出入国管理のための自己決定権をEUから取り戻すことが、唯一の方法だとゴーヴは結論づけている。